# Casa Guilhermina
Casa Guilhermina é o sétimo álbum de estúdio de Ana Moura. Editado a 11 de novembro de 2022, o disco liderou a tabela de vendas nacional, sendo eleito como um dos álbuns do ano por várias publicações de referência portuguesas.

## Produção e gravação

### Início das gravações e cisão com a Universal
Após vários anos de digressão contínua, Ana Moura entrou em estúdio em 2019, com a sua equipa habitual e com o produtor norte-americano Emile Haynie, para gravar aquele que seria o sucessor do multiplatinado Moura, lançado em 2015. Depois de gravarem as bases do disco em Portugal, o produtor regressou aos Estados Unidos para continuar a trabalhar no álbum, mas deixou de responder aos contactos. O disco serviria de mostra para uma nova digressão internacional planeada para 2020, mas que não chegou a acontecer devido à pandemia de COVID-19.
A intensidade do regresso ao estúdio para a gravação do álbum desencadeou uma profunda crise de tristeza e identidade musical na artista. Confrontada com o desencontro com Haynie, a artista apercebeu-se que se sentia frustrada com o desgaste da sua carreira. O processo levou à desvinculação da artista da sua editora de longa data, a Universal, bem como da agência Sons Em Trânsito, onde Vasco Sacramento seguia como seu manager havia cerca de doze anos.
Das gravações iniciais, foi aproveitado apenas o tema "Nossa Senhora das Dores", cuja letra serviu de âncora emocional a Moura durante esta fase. Escrita por José Luís Gordo, a canção foi popularizada originalmente por Maria da Fé, que é a madrinha de fado de Ana Moura. Esta versão foi gravada num momento de quase espontaneidade: durante uma pausa nas gravações, Moura começou a cantar o tema numa interpretação pouco usual, em jeito de lamento, acabando por pedir a Ângelo Freire que a acompanhasse na guitarra portuguesa.

### Uma nova visão musical, o confinamento e a construção de um novo álbum
Nessa altura, Ana Moura começou a frequentar as Noites Príncipe e as sessões Na Surra, festas da noite lisboeta organizadas pela Príncipe Discos e pela Enchufada, ambas editoras de influência africana. A artista já tinha mostrado a música de alguns artistas dessas editoras a Haynie, mas reconheceu ter sido nestas festas que se apercebeu estar à procura de uma revolução no seu som. Foi neste circuito que se cruzou com Conan Osíris, com quem cozinhou o álbum desde o início, com o produtor Pedro da Linha e com o artista Pedro Mafama, nomes que acabou por escolher para o desenvolvimento da sua visão artística, que tentava descolar do fado mais convencional que tinha feito até então. Depois de uma aproximação inicial descomprometida, em que cada artista manteve outros projetos, os três artistas acabaram por passar períodos do confinamento pandémico em casa de Ana Moura, a seu convite, e o processo de composição do álbum começou efetivamente.
Casa Guilhermina foi, então, produzido num esforço conjunto: Ana Moura interpretou e assumiu parte da coprodução executiva, Conan Osíris assinou várias letras e outros contributos musicais, Pedro da Linha tomou as rédeas da produção do novo som mais eletrónico de Moura, e Pedro Mafama encarregou-se da direção artística e conceptual do álbum. João Bessa teve a seu cargo a mistura e a coprodução de alguns temas. Além da eletrónica, o disco incorpora uma série de outros géneros, sobretudo ritmos de origem africana, como semba, kizomba e funaná, mas também outras inspirações tradicionais portuguesas, como o fandango. Estas influências, bem como o título do álbum e uma das fotos da capa, surgem como homenagem à vida de sua avó angolana, Guilhermina, cuja influência na vida da artista foi notório.

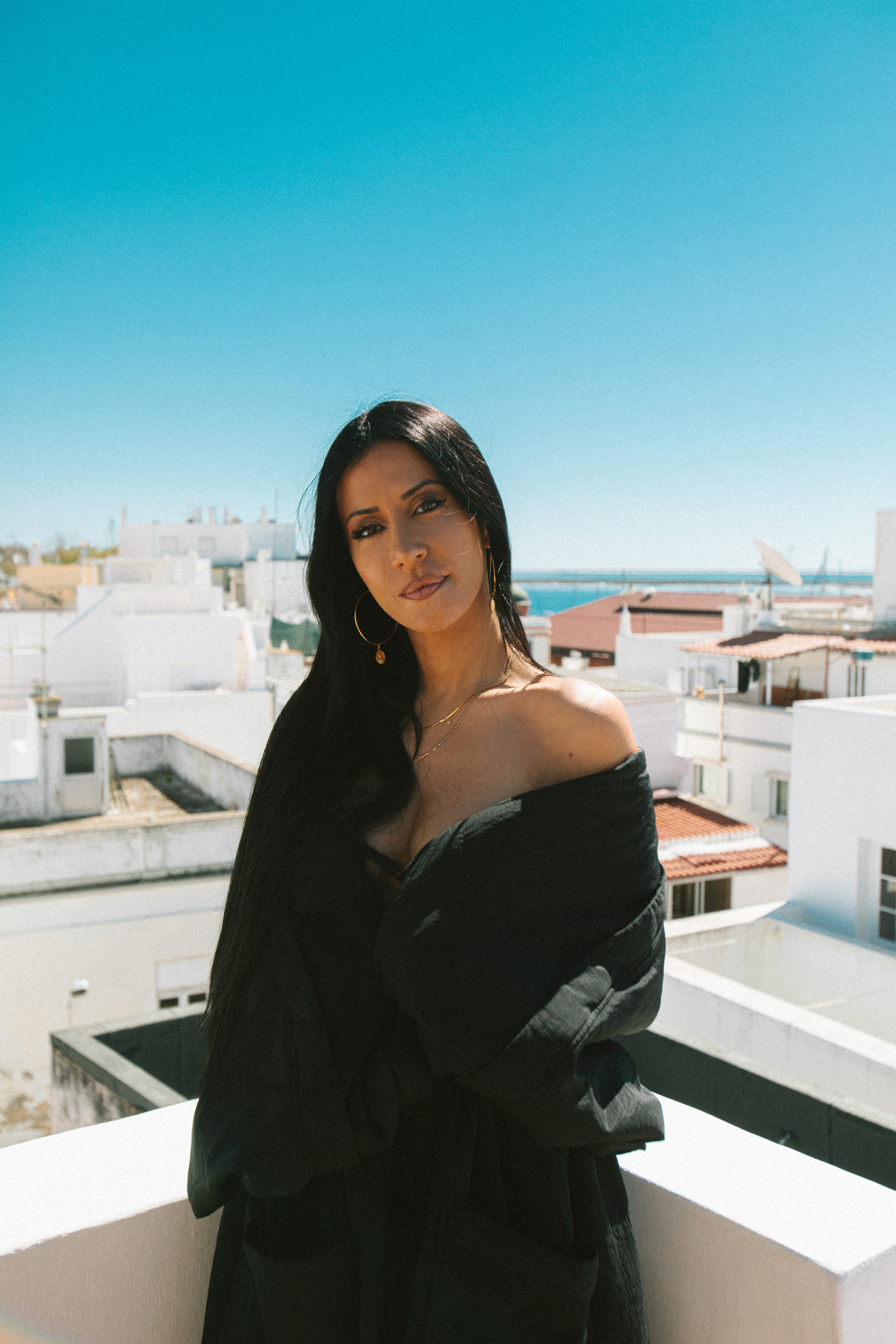
Fotografia promocional de Ana Moura no vídeo de "Andorinhas", single de apresentação do álbum

As primeiras pistas sobre o novo rumo sonoro do trabalho de Ana Moura surgiram a 3 janeiro de 2020, com o lançamento de "Vinte Vinte" , um single em que colaborou com Conan Osíris. Produzido por Branko, o tema surgiu a convite do estilista Luís Carvalho, que desafiara Moura a compor música eletrónica para um dos seus desfiles, e seria relançado em 2021, sob o nome "Vinte Vinte (Pranto)" e com um videoclipe. Apesar de não ter entrado no alinhamento do novo disco, a canção serviu de cartão de visita da estreita colaboração que Moura desenvolveu com Osíris e, também, com Mafama, que teve a ideia original do vídeo.
O lançamento do álbum foi antecipado por quatro singles. A 30 de abril de 2021, "Andorinhas" foi lançado como tema de apresentação do disco. Seguiu-se "Jacarandá", editado em julho do mesmo ano. O terceiro single, "Agarra em Mim", saiu quase um ano mais tarde, em maio de 2022, e contou com Mafama como artista convidado. "Arraial Triste", o último single antes da chegada do álbum, foi lançado a 21 de outubro de 2022, coincidindo com o anúncio da data de lançamento, título e capa do álbum.

## Receção e reconhecimento
Ainda antes do lançamento do disco, em outubro de 2022, Ana Moura recebeu o Globo de Ouro na categoria de Melhor Música, pela canção "Andorinhas".
Casa Guilhermina entrou diretamente para o primeiro lugar da tabela de vendas nacional, segurando a posição por várias semanas.
O disco foi genericamente bem recebido pela crítica: na revista Time Out, recebendo a classificação de cinco estrelas; o jornal Público deu-lhe três estrelas e meia. Foi considerado o melhor álbum português de 2022 pela equipa da BLITZ. Na Antena 3, entrou nas listas de melhores do ano dos locutores João André Oliveira, Luís Oliveira e Marta Rocha. Também entrou nos melhores do ano para o site especializado Rimas e Batidas e para o Observador, escolha do jornalista Luís Freitas Branco. Tozé Brito descreveu-o um título "fraturante" da música portuguesa.
Casa Guilhermina foi considerado o grande vencedor da edição de 2023 dos Play - Prémios da Música Portuguesa. O disco venceu na categoria de Melhor Álbum e conquistou o Prémio Crítica; já Ana Moura foi reconhecida como Melhor Artista Feminina. O single "Agarra Em Mim" estava nomeado para a categoria de Melhor Canção, mas o galardão acabou por ser entregue a Ivandro.

## Alinhamento
| N.º | Título                                     | Letras                                      | Música                                                | Duração |  |
| 1.  | "Janela Escancarada"                       | Ana Moura, Kalaf, Pedro Mafama, Toty Sa'Med | Alberto Fialho Janes                                  | 2:43    |  |
| 2.  | "Mázia"                                    | Ana Moura                                   | Ana Moura                                             | 3:26    |  |
| 3.  | "Calunga"                                  | Lourenço Da Fonseca Barbosa                 | Lourenço Da Fonseca Barbosa                           | 3:28    |  |
| 4.  | "Birim Birim (Interlúdio)"                 | Liceu Vieira Dias                           | Liceu Vieira Dias                                     | 1:23    |  |
| 5.  | "Andorinhas"                               | Ana Moura, Pedro Mafama                     | Pedro da Linha                                        | 2:58    |  |
| 6.  | "Corridinha"                               | Luís José Martins, Pedro Da Silva Martins   | Luís José Martins, Pedro Da Silva Martins             | 2:20    |  |
| 7.  | "Classe"                                   |                                             |                                                       | 2:30    |  |
| 8.  | "Fandango (Interlúdio)"                    | Ana Moura, Luis Estudante, Tó Serraó        | Ana Moura, Luis Estudante, Tó Serraó                  | 1:05    |  |
| 9.  | "Arraial Triste"                           | Ana Moura, Pedro Mafama                     | Pedro da Linha                                        | 3:07    |  |
| 10. | "Minha Mãe (Interlúdio)"                   | Ana Moura                                   |                                                       | 1:32    |  |
| 11. | "Jacarandá"                                | Ana Moura, Pedro Mafama                     | Pedro da Linha                                        | 3:33    |  |
| 12. | "Sozinha Lá Fora"                          | Ana Moura                                   | Ana Moura                                             | 3:56    |  |
| 13. | "Trigo"                                    | Conan Osíris                                | Ana Moura                                             | 1:40    |  |
| 14. | "Colheita (Interlúdio) (com Conan Osíris)" | Conan Osíris                                | Conan Osíris                                          | 0:34    |  |
| 15. | "Agarra Em Mim (com Pedro Mafama)"         | Ana Moura, Pedro Mafama, Conan Osíris       | Ana Moura, Pedro Mafama, Conan Osíris, Pedro da Linha | 3:28    |  |
| 16. | "Antes Que Eu Morra (Interlúdio)"          |                                             | Ângelo Freire                                         | 2:08    |  |
| 17. | "Estranha Forma De Vida"                   | Amália Rodrigues                            | Alfredo Marceneiro, Amália Rodrigues                  | 3:02    |  |
| 18. | "Nossa Senhora Das Dores"                  | José Luis Gordo                             | Carlos Macedo                                         | 4:05    |  |